# (500116) 2012 BO118
(500116) 2012 BO118 es un asteroide perteneciente al cinturón de asteroides, descubierto el 20 de enero de 2012 por el equipo del Spacewatch desde el Observatorio Nacional de Kitt Peak, Arizona, Estados Unidos.

## Designación y nombre
Designado provisionalmente como 2012 BO118.

## Características orbitales
2012 BO118 está situado a una distancia media del Sol de 2,384 ua, pudiendo alejarse hasta 2,675 ua y acercarse hasta 2,092 ua. Su excentricidad es 0,122 y la inclinación orbital 1,856 grados. Emplea 1344,71 días en completar una órbita alrededor del Sol.

## Características físicas
La magnitud absoluta de 2012 BO118 es 18,7.